# FC Paços de Ferreira
Der FC Paços de Ferreira ist ein Fußballverein der portugiesischen Stadt Paços de Ferreira im Norden des Landes.

## Geschichte

### Zwischen erster und zweiter Liga (1990–2005)
Der FC Paços de Ferreria stieg nach der Saison 1990/91 in die Primeira Liga, die höchste portugiesische Spielklasse, auf. Dabei wurde man Zweitligameister hinter GD Estoril Praia. Daraufhin gelang in der Saison 1991/92 als Zwölftplatzierter der Klassenerhalt. In der Saison 1993/94 ging es wieder in die Zweitklassigkeit. Der direkte Wiederaufstieg war in den beiden nachfolgenden Spielzeiten nur knapp verpasst worden. In den Saisonen 1997/98 und 1998/99 musste man sogar um den Klassenerhalt bangen, schaffte diesen aber jeweils. Die Rückkehr ins Oberhaus gelang dafür in der Saison 1999/2000, als man punktgleich mit dem SC Beira-Mar erneut Zweitligameister wurde. Wie schon nach dem ersten Aufstieg konnte sich Paços de Ferreira nur wenige Jahre etablieren. Die beste Platzierung war der sechste Platz in der Spielzeit 2002/03, worauf jedoch der 17. Platz in der Saison 2003/04 den erneuten Abstieg besiegelte. Dafür gelang 2004/05 als abermaliger Zweitligameister der direkte Wiederaufstieg.

### Etablierung im Oberhaus und internationale Auftritte (2005–2018)
Der FC Paços de Ferreira fing daraufhin an, sich endgültig im Oberhaus zu etablieren und regelmäßig gute Platzierungen zu belegen. Auf einen elften Platz in der Saison 2005/06 folgte der nächste sechste Platz in der Saison 2006/07. Da im Laufe der vergangenen Jahre die Reform für den Europapokal mehrmalig angepasst wurde, reichte dieser sechste Platz diesmal für das internationale Debüt im UEFA-Pokal 2007/08. Paços de Ferreira schied jedoch bereits in der ersten Runde gegen AZ Alkmaar aus. Auf eine 0:1-Heimniederlage folgte in Alkmaar ein torloses Unentschieden.
In der Saison 2007/08 wurde Paços de Ferreira nur Fünfzehnter, was normalerweise den Abstieg bedeutet hätte. Da Boavista Porto aber zum Zwangsabstieg verordnet war, hielt Paços de Ferreira die Klasse. 2008/09 gelang im Taça de Portugal – dem portugiesischen Fußballpokal – eine Überraschung, als der Verein das Finale erreicht hatte. Im Nationalstadion Portugals traf man vor 37.552 Zuschauern am 31. Mai 2009 auf den FC Porto. Ein Tor von Lisandro López in der sechsten Minute entschied die Partie zu Gunsten des Favoriten aus Porto. Auch im anschließenden Supercup unterlag man dem FC Porto, diesmal mit 0:2. Da sich dieser bereits als Meister für die UEFA Champions League qualifizierte, ging der Qualifikationsplatz für die neu geschaffene UEFA Europa League – der über den Taça erspielt wurde – an Paços de Ferreira. Der Gegner der zweiten Qualifikationsrunde war Zimbru Chișinău aus der Republik Moldau. Auf ein torloses Hinspiel folgte ein 1:0-Heimsieg. Gegen Bne Jehuda Tel Aviv aus Israel schied man in der dritten Runde jedoch nach zwei 0:1-Niederlagen aus.
2010/11 wurde erneut ein Pokalfinale erreicht, diesmal jenes vom Taça da Liga. In einer schwierigen Gruppe mit Sporting Braga, Vitória Guimarães und dem FC Arouca wurden alle Spiele gewonnen, womit Paços de Ferreira Gruppensieger wurde. Nach einem 4:3-Sieg über Nacional Funchal wurde das Endspiel gegen Benfica Lissabon mit 1:2 verloren. Einen internationalen Startplatz brachte diese Finalteilnahme aber nicht ein.
Ein denkwürdiges Jahr für Paços de Ferreira war das Jahr 2013. In der Saison 2012/13 der Primeira Liga konnte sensationell der dritte Platz erreicht werden, womit unter anderem Braga oder Sporting Lissabon hinter sich gelassen wurden. Dieser dritte Platz brachte dem Verein einen Qualifikationsplatz für die UEFA Champions League 2013/14 ein. In der zugehörigen Play-off-Runde bekam man den russischen Verein Zenit St. Petersburg zugelost. Beide Partien wurden von Paços de Ferreira deutlich verloren (1:4 daheim, 2:4 auswärts), doch der Verein durfte stattdessen an der Gruppenphase der Europa League teilnehmen. Zum Auftakt verlor man mit 0:3 bei der AC Fiorentina. Gegen Pandurii Târgu Jiu aus Rumänien holte man zuhause ein 1:1 und damit den ersten Punkt in einer internationalen Gruppenphase heraus. Es folgten zwei 0:2-Niederlagen gegen den FK Dnipro aus der Ukraine; das anschließende 0:0 gegen Fiorentina war der größte Achtungserfolg, den man in dieser Gruppenphase zustande brachte. Auch das letzte Spiel gegen Pandurii endete torlos; mit drei Punkten und einem Torverhältnis von 1:8 schied Paços de Ferreira als Drittplatzierter vor den Rumänen aus.
Am Ende der Saison 2013/14 hinterließ die Doppelbelastung durch den Europapokal ihre Spuren. Paços de Ferreira beendete die Saison auf Platz 15 und musste daher in der Relegation gegen Desportivo Aves antreten. Das Hinspiel in Aves endete torlos, im Rückspiel siegte Paços de Ferreira mit 3:1. In den beiden darauffolgenden Spielzeiten wurden die Europapokal-Plätze jeweils nur um einen Punkt verpasst. Daraufhin kämpfte der Verein wieder zunehmend gegen den Abstieg. In der Spielzeit 2017/18 wurde Platz 17 belegt, weshalb man nach 13 Jahren wieder in die zweite Liga zurückkehrte.

### Gegenwart (seit 2018)
In der Saison 2018/19 wurde Paços de Ferreira zum dritten Mal Zweitligameister und schaffte damit den direkten Wiederaufstieg. Mit einem 13. Platz gelang der Klassenerhalt in der Primeira Liga, in der Saison 2020/21 konnte der fünfte Platz errungen werden, was zur Teilnahme an der Qualifikation zur neu geschaffenen UEFA Europa Conference League berechtigte. Paços de Ferreira stieg in der dritten Runde ein, wo man sich souverän gegen den Larne FC aus Nordirland durchgesetzt hatte (4:0 daheim, 0:1 auswärts). In der Play-off-Runde musste man gegen Tottenham Hotspur antreten. Das Hinspiel wurde mit 1:0 überraschend gewonnen, im Rückspiel in London unterlag man mit 0:3 und verpasste daher die Gruppenphase.
Am Ende der Saison 2022/23, in der erst am 16. Spieltag der erste Saisonsieg errungen werden konnte, wurde man Siebzehnter und stieg daraufhin ab. In der Saison 2023/24 der zweiten Liga belegte Paços de Ferreira den fünften Platz, womit erstmals seit dem erstmaligen Abstieg 1994 nicht der direkte Wiederaufstieg erreicht werden konnte.

## Logohistorie

1950 bis 2003
2003 bis 2013
Seit 2013

## Europapokalbilanz
| Saison  | Wettbewerb                    | Runde                  | Gegner                 | Gesamt | Hin     | Rück    |
| ------- | ----------------------------- | ---------------------- | ---------------------- | ------ | ------- | ------- |
| 2007/08 | UEFA-Pokal                    | 1. Runde               | AZ Alkmaar             | 0:1    | 0:1 (H) | 0:0 (A) |
| 2009/10 | UEFA Europa League            | 2. Qualifikationsrunde | Zimbru Chișinău        | 1:0    | 0:0 (A) | 1:0 (H) |
| 2009/10 | UEFA Europa League            | 3. Qualifikationsrunde | Bne Jehuda Tel Aviv    | 0:2    | 0:1 (A) | 0:1 (H) |
| 2013/14 | UEFA Champions League         | Play-offs              | Zenit Sankt Petersburg | 3:8    | 1:4 (H) | 2:4 (A) |
| 2013/14 | UEFA Europa League            | Gruppenphase           | AC Florenz             | 0:3    | 0:3 (A) | 0:0 (H) |
| 2013/14 | UEFA Europa League            | Gruppenphase           | Dnipro Dnipropetrowsk  | 0:4    | 0:2 (H) | 0:2 (A) |
| 2013/14 | UEFA Europa League            | Gruppenphase           | Pandurii Târgu Jiu     | 1:1    | 1:1 (H) | 0:0 (A) |
| 2021/22 | UEFA Europa Conference League | 3. Qualifikationsrunde | Larne FC               | 4:1    | 4:0 (H) | 0:1 (A) |
| 2021/22 | UEFA Europa Conference League | Play-offs              | Tottenham Hotspur      | 1:3    | 1:0 (H) | 0:3 (A) |

Gesamtbilanz: 18 Spiele, 3 Siege, 5 Unentschieden, 10 Niederlagen, 10:23 Tore (Tordifferenz −13)

## Kader 2023/24
Stand: 4. März 2024
| Nr.        | Nat.                         | Name             | Geburtstag | im Verein seit |
| Tor        | Tor                          | Tor              | Tor        | Tor            |
| ---------- | ---------------------------- | ---------------- | ---------- | -------------- |
| 12         | Brasilien                    | Jeimes           | 28.04.2001 | 2020           |
| 24         | Portugal                     | Zé Pedro         | 06.04.2002 | 2021           |
| 28         | Portugal                     | Marafona         | 08.05.1987 | 2023           |
| Abwehr     |                              |                  |            |                |
| 02         | Brasilien                    | Ícaro            | 16.04.1989 | 2023           |
| 04         | Portugal                     | Pedro Ganchas    | 31.05.2000 | 2022           |
| 05         | Portugal                     | Antunes          | 01.04.1987 | 2021           |
| 14         | Portugal                     | Simão Rocha      | 13.12.2000 | 2019           |
| 20         | Portugal                     | Luís Bastos      | 10.09.2001 | 2021           |
| 21         | Portugal                     | Aldair           | 11.10.1999 | 2023           |
| 23         | Ecuador                      | Erick Ferigra    | 07.02.1999 | 2022           |
| 50         | Kap Verde                    | Jójó             | 19.05.2001 | 2023           |
| Mittelfeld |                              |                  |            |                |
| 08         | Brasilien                    | Welton           | 22.11.1998 | 2023           |
| 10         | Portugal                     | Matchoi Djaló    | 10.04.2003 | 2019           |
| 17         | Brasilien                    | Marcos Paulo     | 13.07.1988 | 2023           |
| 18         | Portugal                     | Tiago Ribeiro    | 14.03.2002 | 2023           |
| 22         | Brasilien                    | Luíz Carlos      | 05.07.1985 | 2018           |
| 29         | Frankreich                   | Gorby            | 25.07.2002 | 2023           |
| Sturm      |                              |                  |            |                |
| 07         | Kolumbien                    | Miguel Moreno    | 11.09.2003 | 2023           |
| 09         | Brasilien                    | Uilton           | 25.07.1992 | 2021           |
| 11         | Brasilien                    | João Araújo      | 20.03.2000 | 2023           |
| 19         | Portugal                     | Rui Fonte        | 23.04.1990 | 2023           |
| 27         | Benin                        | Ange Chibozo     | 01.07.2003 | 2023           |
| 30         | Portugal                     | Costinha         | 05.04.2001 | 2023           |
| 77         | Kongo Demokratische Republik | Brian Cipenga    | 11.03.1998 | 2023           |
| 79         | Portugal                     | Afonso Rodrigues | 19.08.2002 | 2024           |
| 97         | Brasilien                    | Pablo            | 02.01.2004 | 2024           |

## Spieler
- Jaime Pacheco (1991–1993)

## Bemerkenswertes
Die Mannschaft wird in Portugal als „Os Castores“ (Die Biber) bezeichnet. Grund ist, dass der Name im übertragenen Sinne „Holzarbeiter“ bedeutet, da Paços de Ferreira als Zentrum der Möbelindustrie Portugals gilt.